# Умеров, Нузет Абибулаевич
Нузе́т (Нуззет) Абибула́евич Уме́ров (крымскотат. Nuzet Abibulla oğlu Ümerov, Нузет Абибулла огълу Умеров; 13 ноября 1931, Симферополь — 25 октября 2022, АР Крым) — поэт, прозаик, переводчик, журналист, основатель современного направления в детской крымскотатарской литературе. Заслуженный журналист Украины (2002).

## Биография
Родился 13 ноября 1931 года в Симферополе, жил на улице Училищной, 6. В мае 1944 года вместе с матерью, сестрой и братом был депортирован в Узбекистан. По окончании школы работал токарем, слесарем, шахтёром. Стихи начал писать ещё в школе. Это увлечение привело его в Москву, в Литературный институт имени А. М. Горького, где учился на одном семинаре с Евгением Евтушенко, Робертом Рождественским, Беллой Ахмадулиной, Джимом Паттерсоном.
По окончании института в 1963 году был направлен в Алма-Ату, где занимал должность заведующего отделом художественного перевода в издательстве «Жазуши» («Писатель»). Впоследствии стал главным редактором Государственного комитета Казахской ССР по печати. В 1970 году переехал в Ташкент, где работал в Союзе писателей Узбекистана, заместителем главного режиссёра Академического Большого театра им. Алишера Навои.
В 1968 году стал членом Союза писателей СССР.
В 1992 году вернулся в Крым. С 1994 по 2006 год — главный редактор старейшей крымскотатарской газеты «Янъы дюнья». Вместе с другими крымскими поэтами — Валерием Басыровым, Ольгой Тимохиной и другими делает всё, чтобы дети и молодёжь узнавали культуру и языки народов, проживающих в Крыму. Издают сказки, стихи на русском, украинском и крымскотатарском языках, которые стали очень популярными. Нузет Умеров — автор нескольких десятков книг. Это — стихи, поэмы, сказки, рассказы, повести, пьесы, юморески. Переводчик с казахского, узбекского, татарского и других языков. Участвовал в создании первого послевоенного крымскотатарского букваря «Элифбе» и детского журнала "Йылдызчыкъ—Зірочка".
Член Союза писателей Украины, академик Крымской Литературной Академии.

## Награды
- Заслуженный журналист Украины (2002)[1]
- Знак отличия Автономной Республики Крым «За верность долгу» (2012)[2]

## Творчество
- Умеров Н. А. Алтын урлукъ = Золотое зёрнышко: стихи/Н. А. Умеров. — Симферополь: ДОЛЯ,2006. — 112 с.: ил.
- Умеров Н. А. Медведь-гора: стихи, рассказы и сказки: пер. с крымскотат. / Н. А. Умеров. — Симферополь: Крымучпедгиз, 2010. — 214 с.: ил.
- Умеров Н. Золотая осень: стихи и сказки / Н. Умеров. — Симферополь: Крымучпедгиз, 2008. — 128 с.: цв. ил.
- Умеров Н. А. Я вас люблю!: Стихи / Н. А. Умеров; Ред. А.Тимохина. — Симферополь: Крымучпедгиз, 2006. — 100 сек.: портр.